# Slawjanka (Primorje)
Slawjanka (russisch Славя́нка) ist eine Siedlung städtischen Typs in der Region Primorje (Russland) mit 10.895 Einwohnern (Stand 1. Oktober 2021).

## Geographie
Die Siedlung liegt im Fernen Osten Russlands an der gleichnamigen Bucht, einem Naturhafen an der Westküste der Bucht Peter des Großen des Japanischen Meeres, etwa 50 Kilometer (Luftlinie) südwestlich der Regionshauptstadt Wladiwostok. Auf dem Landweg um die Amurbucht, wie der westliche Teil der Bucht Peter des Großen genannt wird, beträgt die Entfernung nach Wladiwostok etwa 200 Kilometer.
Südlich der Siedlung ragt ein schmales Vorgebirge etwa 10 Kilometer weit ins Meer, das die Bucht Slawjanka von der Baklan-Bucht trennt und sich bis 177 m über den Meeresspiegel erhebt. An der Spitze liegt das Kap Brjussa (Bruce) mit dem 1911 errichteten Leuchtturm Bjusse (Busse).
Slawjanka ist Verwaltungszentrum des Rajons Chassan rajon.

## Geschichte

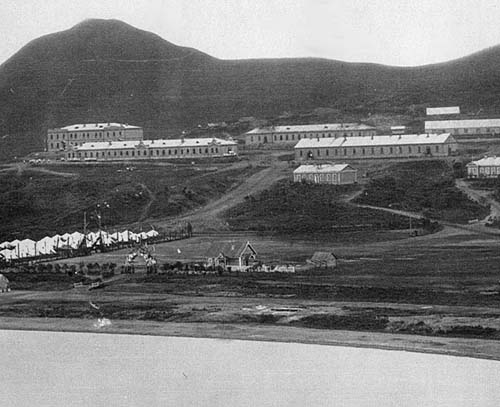
Slawjanka um 1900

Der Ort hat seinen Ursprung in einem Militärposten, der kurz nach Anschluss des Primorje-Gebietes an das Russische Reich gemäß dem Vertrag von Aigun von 1858 im Jahre 1861 gegründet wurde. Vom russischen Namen der Meeresbucht Slawjanka („Slawin“) wurde seine Bezeichnung Post Slawjanski („Slawjanka-Posten“) abgeleitet.
Mehrere Jahrzehnte war der Ort ausschließlich Militärstandort, bis sich auch Zivilisten ansiedelten und er 1889 den heutigen Namen erhielt. Zu Beginn der 1890er Jahre wurde eine Telegraphenstation errichtet.
Am 4. Januar 1926 wurde Slawjanka Verwaltungszentrum des neu gegründeten Rajons Possjet, das allerdings 1928 in das wie Possjet weiter südwestlich gelegene Dorf Nowokijewskoje (heute Siedlung Kraskino) verlegt wurde. Am 29. April 1943 erhielt Slawjanka den Status einer Siedlung städtischen Typs.
Im Oktober 1971 wurde Slawjanka als mittlerweile größter Ort des Gebietes erneut Rajonverwaltungszentrum.

### Bevölkerungsentwicklung

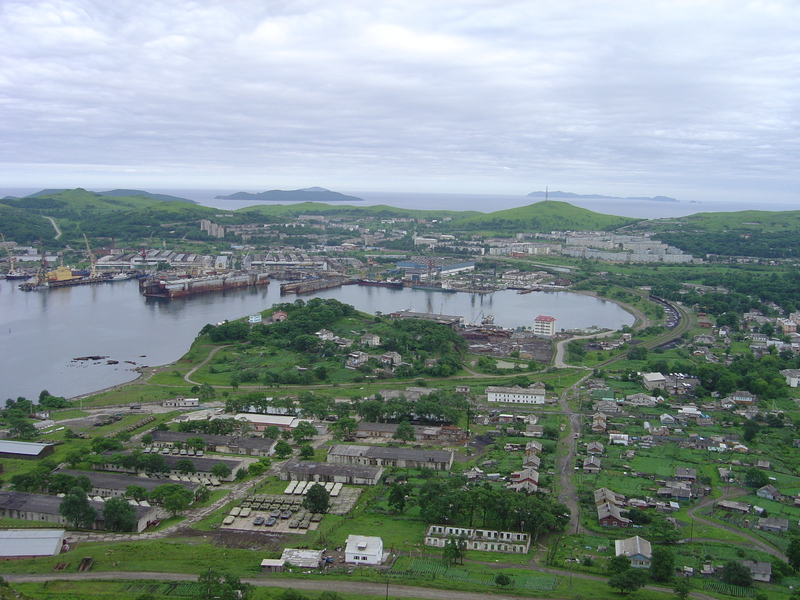
Slawjanka

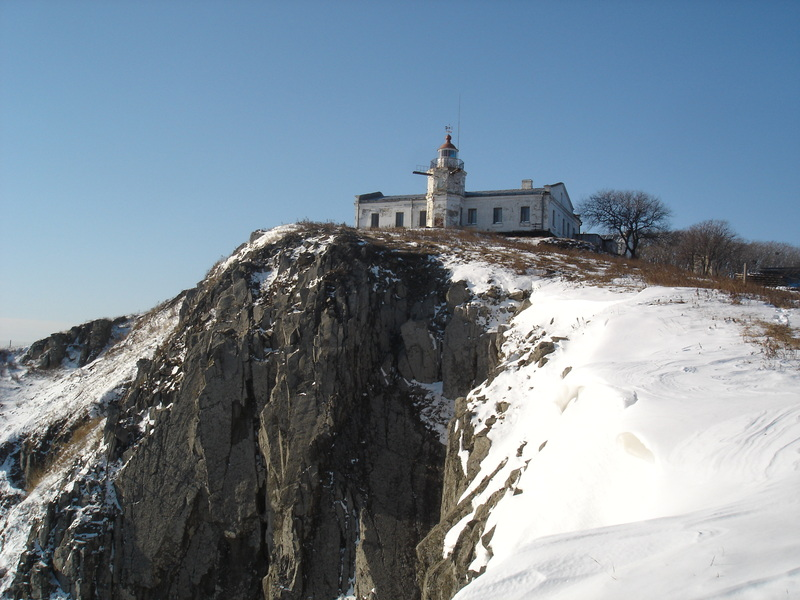
Leuchtturm Bjusse (1911)

| Jahr | Einwohner |
| ---- | --------- |
| 1897 | 906       |
| 1959 | 3.514     |
| 1970 | 6.437     |
| 1979 | 11.475    |
| 1989 | 17.325    |
| 2002 | 15.045    |
| 2010 | 14.036    |
| 2021 | 10.895    |

Anmerkung: Volkszählungsdaten

## Wirtschaft und Infrastruktur
In Slawjanka gibt es einen Seehafen, eine Schiffswerft und einen Fischereihafen mit Fischverarbeitungsfabrik.
Einige Kilometer westlich der Siedlung führt die Bahnstrecke Baranowski–Chassan vorbei, die zwischen Ussurijsk und Wladiwostok von der Transsibirischen Eisenbahn abzweigt und zur nordkoreanischen Grenze bei Chassan führt. An der Strecke liegt Slawjankas Personenbahnhof Bamburowo. Von Bamburowo führt eine 13 Kilometer lange Güteranschlussstrecke direkt nach Slawjanka zur Station Bljucher, benannt nach dem Marschall der Sowjetunion Wassili Blücher (russisch Bljucher).
Die Fernstraße 05A-214, welche ebenfalls zur nordkoreanischen Grenze führt, umgeht den Ort westlich. Auf ihr verkehren unter anderem Busse nach Wladiwostok.
Zwischen Wladiwostok und Slawjanka verkehren ganzjährig Fähren, die die Strecke in knapp 2 h 40 min bewältigen, im Sommer ergänzt durch ein schnelleres Tragflügelboot des Typs „Kometa“.